# Kloster Reinbek
Das Kloster Reinbek war ein Kloster der Zisterzienserinnen in der heutigen Stadt Reinbek in Schleswig-Holstein.

## Geschichte
Das Kloster geht auf eine 1224 der Heiligen Maria Magdalena gestiftete Kapelle zurück, an der sich dank einer Stiftung von Graf Albrecht von Orlamünde eine Kongregation von Nonnen sammelte. Der Erzbischof Gebhard von Bremen bestätigte 1226 die Stiftung des Klosters Reinbek in Hoibek (heute im Ortsteil Sachsenwaldau). Graf Adolf IV. von Schauenburg und Holstein, der nach der Schlacht von Bornhöved zahlreiche Klöster und Kirchen stiftete, bestätigte 1229 die Gründung des schon blühenden Klosters. 1233 verlegte das Kloster seinen Sitz in das am Oberlauf der Bille gelegene Köthel. Schon 1235 konnten von hier aus 15 Nonnen ausgesandt werden, um das Kloster Uetersen zu gründen. 1238 stattete Adolf IV. das Kloster großzügig mit Ländereien aus. Mehrere der heutigen Ortsteile Reinbeks verdanken ihre erste Erwähnung dieser Schenkung. Um 1251 wurde das Kloster zum zweiten Mal verlegt, als in der Nähe von Hinschendorf am dortigen Mühlenteich neue Gebäude errichtet wurden. Dort behielt das Kloster seinen Sitz.
Anders als im Zisterzienserorden sonst üblich unterstand das Kloster nicht dem Abt des benachbarten Zisterzienserkloster Reinfeld, sondern direkt dem Erzbistum Hamburg-Bremen. Sowohl die Landesherren von Holstein als auch von Lauenburg bedachten das an der Grenze beider Gebiete liegende Kloster mit Spenden. Das Kloster verfügte daher über reichen Landbesitz in der Umgebung, sowohl in Stormarn, als auch in Lauenburg und Hamburg. Neben Reinbek selbst gehörten dazu u. a. Reitbrook, Kirchsteinbek, Wentorf und Wohltorf.
Die Nonnen, zumeist Töchter wohlhabender Hamburger Familien, die oft als Kinder ins Kloster gegeben worden waren, wandten sich schon früh der Reformation zu. 1523 predigte Stephan Kempe in den Klosterräumen. 1528 empfingen sie Johannes Bugenhagen. Damals hatten schon mehrere Nonnen das Kloster verlassen, um zu heiraten. Das Kloster Reinbek wurde als eins der ersten Klöster im Land säkularisiert: Wohl auch wegen des finanziellen Drucks, den Friedrich I. von Dänemark auf die Geistlichen ausübte, verließen die verbliebenen 42 Nonnen mehr oder weniger freiwillig am 7. April 1529 das Kloster und lösten den Konvent damit auf.  Der letzte Klosterpropst Detlev von Reventlow organisierte, dass die Nonnen die auf holsteinischem Grund gelegenen Gebäude und Ländereien für 12.000 Mark an König Friedrich verkauften. Jede Nonne erhielt 300 Mark. Nach dem Auszug wurden die verlassenen Gebäude von Hamburger Bürgern ausgeplündert.
Der Besitz des Klosters gehörte ab diesem Zeitpunkt dem dänischen König, der in Personalunion Herzog von Holstein war, und war dessen südlichster Grenzpunkt. Herzog Magnus von Lauenburg zog die Stiftungen seiner Vorfahren wieder ein, was zur Teilung von Köthel in einen lauenburgischen und einen Stormarner Teil führte und einen 150 Jahre dauernden Prozess nach sich zog. Lübecker Söldner unter dem Hauptmann Marx Meyer zerstörten bei kriegerischen Auseinandersetzungen zwischen Lübeck und Dänemark, der sogenannten Grafenfehde, am 15. Mai 1534 das ehemalige Nonnenkloster. 
Bei der Teilung der Herrschaft in Schleswig-Holstein zwischen König Christian III. und seinen Brüdern 1544 gelangten die Klosterbesitzungen an die Herzöge von Schleswig-Holstein-Gottorf und wurden in das Amt Reinbek umgewandelt. 1572 ließ Herzog Adolf auf dem Gelände des zerstörten Klosters ein dreiflügeliges Renaissance-Schloss erbaut. Dabei diente die Klosterruine als Steinbruch. Die Reste wurden 1599 abgetragen. Trotz umfangreicher Ausgrabungen und Untersuchungen ist eine genaue Lokalisierung der früheren Gebäude heute nicht mehr möglich.